# كارل فريدريك ريتشارد فورستر
كارل فريدريك ريتشارد فورستر (بالألمانية: Richard Förster)‏ هو طبيب عيون وسياسي ألماني، ولد في 15 نوفمبر 1825 في بولندا، وتوفي في 7 يوليو 1902 في فروتسواف في بولندا. انتخب عضو مجلس النواب البروسي اللوردات.